# Tigre du platane
Corythucha ciliata
Ne doit pas être confondu avec Le Tigre (des platanes).
Pour les articles homonymes, voir Tigre (homonymie).
Espèce
Le tigre du platane (Corythucha ciliata), appelé aussi « punaise réticulée du platane » ou encore « platanier », est une espèce d'insectes hémiptères du sous-ordre des hétéroptères, de la famille des Tingidae, originaire du continent américain.
Cet insecte, à l'aspect d'une punaise, est un ravageur des platanes de l'Ancien et du Nouveau Monde. Il se nourrit en piquant la face inférieure des feuilles qui se décolorent et finissent par tomber.
Bien qu'il ne soit pas dangereux pour l'humain, il peut entrer dans les maisons et occasionner des démangeaisons.

## Répartition
Le tigre du platane est originaire de l'Est des États-Unis et du Canada.
Il a été observé pour la première fois en Europe en 1964 à Padoue (Italie), et signalé à Antibes (France) en 1975. De là, il s'est répandu dans toute l'Europe centrale et méridionale. Outre l'Italie et la France, on le trouve notamment en Allemagne, Autriche, Belgique, Bulgarie, Croatie, Espagne, Grèce, Hongrie, Monténégro, Portugal, Tchéquie, Serbie, Slovaquie, Slovénie, Suisse. Il a également été signalé en Russie en 1997 et plus récemment en Chine en 2006.
L'espèce a aussi été observée en Grande-Bretagne (Bedfordshire) en 2006, ainsi qu'en Turquie en 2007. Elle est également présente en Corée du Sud, au Japon, et au Chili.

## Description
Les adultes mesurent environ 3 mm de long. Ils sont de couleur blanc-crème, avec des taches sombres au milieu des ailes. Le prothorax porte une tache plus marquée.
Le tigre du platane peut être confondu avec le tigre du chêne qui présente un aspect similaire.

## Cycle de vie
Deux à trois générations se succèdent chaque année. Ce sont les adultes qui hivernent sous l'écorce des arbres ou dans la litière de feuilles mortes.
Les œufs sont déposés au début de la saison de croissance de l'arbre, sur la face inférieure des feuilles, le long des nervures. Une femelle peut pondre jusqu'à 350 œufs.
Les larves, également blanchâtre, de 3 mm de long, sont grégaires au cours des premiers stades de leur développement, puis se dispersent dans le feuillage de la branche infestée. Il existe cinq stades larvaires avant l'apparition de l'adulte.

## Biologie
Cette espèce, la seule de la famille des Tingidae se nourrissant sur les platanes, est considérée comme le vecteur de deux champignons pathogènes du platane, Ceratocystis platani, agent du chancre coloré, et Apiognomonia venata, responsable de l'anthracnose du platane.
La transmission du chancre coloré par le tigre du platane n'est pas démontrée. On a simplement observé que le tigre pouvait transporter des spores du champignon sur sa carapace. Si le tigre était vecteur de la maladie la progression de cette dernière aurait été plus rapide. L'être humain est le principal vecteur de la maladie pour l'apparition de nouveaux foyers.
En ce qui concerne l’anthracnose du platane (Apiognomonia veneta) le tigre n'est pas non plus en cause dans le développement de cette maladie.

### Prédateurs
Il admet les Chrysopes comme prédateur. Le nématode Steinernema feltiae, qui parasite leur tube digestif, est aussi utilisé pour la lutte biologique contre ce ravageur.